# Терещенко Світлана Ігорівна
Терещенко Світлана Ігорівна (нар. 1979, м. Київ) — український юрист, державний службовець. З листопада 2024 року — заступник Міністра юстиції України. Спеціалізація - енергетичне право та адаптація законодавства до права Європейського Союзу.

## Кар'єра
Міністерство юстиції України (2024 – дотепер)
З листопада 2024 року обіймає посаду заступника Міністра юстиції України в Міністерство юстиції України за напрямом правової експертизи проектів нормативно-правових актів на відповідність європейському праву та Угоді про асоціацію з ЄС.
Національна комісія, що здійснює державне регулювання у сферах енергетики та комунальних послуг (2014–2024)
З 2015 року — директор Юридичного департаменту Національної комісії, що здійснює державне регулювання у сферах енергетики та комунальних послуг. Займалася підготовкою регуляторних актів, розробкою та супроводом законопроєктів у Верховній Раді, представництвом інтересів НКРЕКП у судах і в міжнародних робочих групах.
Національна комісія регулювання ринку комунальних послуг (2012–2014)
Очолювала відділ адаптації законодавства до права ЄС і взаємодії з Верховною Радою. Розробляла нормативні акти у сферах теплопостачання, водопостачання, водовідведення та поводження з побутовими відходами.
Приватний сектор (2004–2012)
Працювала на посадах юрисконсульта та керівника юридичних служб у компаніях «ЕКОСТАНДАРТ» (Дарницька ТЕЦ), концерн «Укргаз» та ВАТ «Прикарпаттяобленерго». Займалася енергетичним та корпоративним правом, представництвом у судах, договірною роботою.
Державне регулювання в енергетиці (2000–2004)
Працювала в Національній комісії регулювання електроенергетики України на посаді головного спеціаліста-юрисконсульта.

## Освіта
2000 — закінчила Київський інститут туризму, економіки і права за спеціальністю «Правознавство», спеціалізація — нотаріат.
2003 — навчалася в Літній школі регуляторної практики Центральноєвропейського університету (Будапешт, Угорщина).
2007 — пройшла корпоративну програму «Ефективне управління» в Бізнес-школі при Києво-Могилянській академії (KMBS).
2017–2018 — навчалася в Академії бізнесу Ernst & Young за програмами з ефективної комунікації, управління командами, фінансів для нефінансистів, управління конфліктами та KPI.

## Особисте життя
Одружена, виховує сина.